# Heugueville-sur-Sienne
Heugueville-sur-Sienne är en kommun i departementet Manche i regionen Normandie i norra Frankrike. Kommunen ligger i kantonen Saint-Malo-de-la-Lande som tillhör arrondissementet Coutances. År 2022 hade Heugueville-sur-Sienne 462 invånare.

## Befolkningsutveckling
Antalet invånare i kommunen Heugueville-sur-Sienne
| Referens: INSEE |